# 感义郡
感义郡，中国唐朝时设置的郡。
天宝元年（742年）以藤州改置，治所在镡津县（今广西壮族自治区藤县东北、北流江东岸）。辖境即相当今广西壮族自治区藤县一带。乾元元年（758年）复改为藤州。